# La Malédiction de la pyramide
Pour plus de détails, voir Fiche technique et Distribution.
La Malédiction de la pyramide ou Prisonniers de la cité perdue au Québec (Prisoners of the Sun), est un téléfilm américano-allemand réalisé par Roger Christian et diffusé en 2013. Ce film a été tourné au Maroc et aux États-Unis .

## Synopsis
Selon les écrits égyptiens, le dieu Osiris, un être venu de l'espace, peut tous les 5 000 ans, envahir la Terre grâce à la lignée féminine des pharaons. 
Un groupe de chercheurs du monde entier doit se réunir et pénétrer dans une petite pyramide récemment découverte.
Certains sont là pour la science, d'autres par cupidité et un pour ouvrir la voie à Osiris.

## Fiche technique
- Titre original : Prisoners of the Sun
- Titre français : La Malédiction de la pyramide
- Titre québécois : Prisonniers de la cité perdue
- Réalisation : Roger Christian
- Scénario : Anthony Hickox et Peter Atkins
- Budget : 18 000 000 $
- Caméra : John Attwell
- Casting : Noureddine Aberdine
- Costumes : Robin Fraser-Paye
- Photographie : Ed Wild
- Musique : Maarten Buning
- Son : Leonardo A. Barragán
- Producteurs : Neil Dunn, Alexander Dannenberg
- Sociétés de production : Phase 4 Films, Event Film,  A Mec Production, Luxx Film
- Sociétés de distribution : 
  -  États-Unis : 4Digital Media
  -  Allemagne : Splendid Film
- Format :  couleur – 35 mm – son Dolby Digital
- Pays d'origine :  États-Unis,  Allemagne
- Langue originale : anglais
- Durée : 85 minutes
- Date de diffusion :
  -  France : 20 décembre 2013 sur Syfy

## Distribution
- John Rhys-Davies (VF : Jean-Claude Sachot) : Professeur Hayden Masterton
- David Charvet (VF : Alexandre Gillet) : Doug Adler
- Emily Holmes (VF : Stéphanie Hédin) : Claire Becket
- Carmen Chaplin : Sarah Masterton / Princesse Amanphur
- Nick Moran : Adam Prime
- Joss Ackland : Professeur Mendella
- Michael Higgs : Peter Levitz
- Gulshan Grover : Rohit
- Shane Richie : Kalfhani
- Mohamed Akhzam : bras droit du professeur Hayden Masterton
- Ahmed Boulane : conseiller du pharaon
- Edy Arellano : Sahid
- Katherine Heath : Jemila
- Isabella Orlowska : Heather
- Cédric Proust : Al Khem Ayut Mummy
- Habib Hamdane : Amen
- Joseph Beddelem : général
- Mohamed Majd : Grand Prêtre
- Saad Tsouli : Prêtre Naphur
- Farid Regragui : Pharaon
- Karim Doukkali : prêtre de Ra
- Mohamed Merouazi : physicien
- Said Bey : chef des maçons
- Hicham Bahloul : soldat